# Чукур ченгел
Чукур ченгел или Чукурченгел (на турски: Çukurçengel) е село в Източна Тракия, Турция. Селото принадлежи административно на околия Чорлу, вилает Родосто.

## География
Селището отстои на около 7 км източно от околийския център Чорлу.

## История
Статистиката на професор Любомир Милетич от 1912 отбелязва Чукурченгел като българско село.